# Le Petit Soldat
Pour les articles homonymes, voir Le Petit Soldat (homonymie).
Pour plus de détails, voir Fiche technique et Distribution.
Le Petit Soldat est un film français de Jean-Luc Godard, tourné en 1960, mais qui ne sort que le 25 janvier 1963 en raison d'une interdiction par la censure. Il s'agit du deuxième long métrage de Jean-Luc Godard après À bout de souffle. C'est le premier film de Godard avec Anna Karina.

## Synopsis
En 1958 pendant la Guerre d'Algérie, Bruno Forestier, jeune homme appartenant à un groupuscule d'extrême droite luttant contre la résistance algérienne, arrive de France à Genève. En guise de couverture pour avoir déserté l'armée française, il a un emploi de photographe. Le chef du groupuscule, un député poujadiste, le charge de tuer un journaliste de radio suisse, Palivoda, partisan de la cause algérienne. Un ami présente à Bruno une jeune fille qui « a le même genre de bouche que Leslie Caron » et qui veut devenir mannequin et lui parie 50 dollars qu'il tombera amoureux d'elle ; peu après l'avoir présenté à Véronica, une aspirante actrice, il tient son pari.
Bruno se rend chez la jeune fille pour une séance photo ; il l'interroge et apprend qu'elle est une Russe née à Copenhague et que ses parents ont été fusillés pendant la guerre. Véronica s'intéresse également à lui. Le dialogue entre les deux permet d'exposer certaines convictions du réalisateur sur le cinéma.
Le lendemain, Bruno entreprend d'assassiner Palivoda, mais une série d'événements fortuits l'en empêche. Il doit renoncer et, peu après, il est capturé par un commando algérien du FLN opérant à Genève. Enfermé dans un appartement, il est torturé, mais parvient à s'échapper de manière audacieuse. Il se réfugie chez Véronica alors qu'il a encore les menottes aux poignets et découvre qu'elle possède les clefs pour les ouvrir : la jeune fille fait en effet également partie du commando pro-algérien, mais elle est tombée amoureuse et entend quitter ses complices.
Mais Véronica est à son tour enlevée par les soldats de l'OAS, pour obliger Bruno à exécuter la mission meurtrière. Le garçon tue le journaliste, mais découvre qu'il est trop tard pour Véronica : elle a été torturée et tuée par ses ravisseurs. « Il ne me restait plus qu'une seule chose : », dit la voix hors champ de Bruno dans le dénouement du film, « apprendre à ne pas être amer, mais j'étais content, car il me restait beaucoup de temps devant moi ».

## Fiche technique
- Titre : Le Petit Soldat
- Réalisation et scénario : Jean-Luc Godard
- Musique : Maurice Leroux
- Photographie : Raoul Coutard
- Montage : Agnès Guillemot, Lila Herman, Nadine Marquand
- Production : Georges de Beauregard
- Société de production : Société Nouvelle de Cinématographie (SNC)
- Pays d'origine :  France
- Langue originale : français
- Durée : 84 minutes
- Format : noir et blanc - son monophonique
- Dates de sortie :
  - France : 25 janvier 1963
- Affiches : Clément Hurel, Jacques Vaissier (France)

## Distribution
- Michel Subor : Bruno Forestier
- Anna Karina : Veronica Dreyer
- Henri-Jacques Huet : Jacques
- Paul Beauvais : Paul
- László Szabó : Laszlo
- Georges de Beauregard : un leader activiste (non crédité)
- Jean-Luc Godard : l'homme à la gare (caméo non crédité)

## Production
Le tournage a lieu à Genève et ses alentours du 4 avril au 6 juin 1960. 

## Sortie et accueil

### Censure
La situation en Algérie, la présentation d'un déserteur et la dénonciation de l’utilisation de la torture par les deux bords conduisent à l’interdiction du film pendant trois ans par Louis Terrenoire, ministre de l'Information : « 1/ Que ces tortures soient appliquées par des agents du FLN ne saurait modifier le jugement qui doit être porté contre ces pratiques et contre leurs représentations à l'écran. 2/ À un moment où toute la jeunesse française est appelée à servir et à combattre en Algérie, il paraît difficilement possible d'admettre que le comportement contraire soit exposé, illustré et finalement justifié. Le fait que le personnage se soit paradoxalement engagé dans une action contre-terroriste ne change rien au problème. 3/ Les paroles prêtées à une protagoniste du film et par lesquelles l'action de la France en Algérie est présentée comme dépourvue d'idéal, alors que la cause de la rébellion est défendue et exaltée, constituent à elles seules, dans les circonstances actuelles, un motif d'interdiction. ».

## Analyse

### Son
Comme dans À bout de souffle, le son est entièrement doublé. Toutefois, dans son premier long métrage, Godard avait prêté une grande attention à la restitution des bruits de fond, si bien que de nombreux critiques n'avaient pas compris que le film était post-synchronisé. Mais, pour ce film, Godard a fait en sorte que le spectateur perçoive immédiatement le fait que le film était doublé, et de nombreuses scènes n'ont aucun bruit de fond. Ce choix esthétique crée un décalage entre l'image et le son.

## Autour du film
- Dans le film, le personnage principal, Bruno Forestier, donne une définition du cinéma : « La photographie c’est la vérité. Et le cinéma c’est vingt-quatre fois la vérité par seconde. » Dans la même scène, Forestier s'adressant directement à la caméra et au spectateur déclare à propos des acteurs : « Les acteurs, je trouve ça con, je les méprise. C'est vrai vous leur dites de rire, ils rient, vous leur dites de pleurer, ils pleurent, vous leur dites de marcher à quatre pattes, ils le font. Moi je trouve ça grotesque - Véronica : Moi je ne vois pas pourquoi - Forestier : Je ne sais pas, ce ne sont pas des gens libres. »
- Claire Denis narre ce qui aurait pu advenir du personnage de Bruno Forestier, quarante ans plus tard, dans son film Beau Travail. Elle engage par ailleurs Michel Subor pour reprendre le rôle de Forestier.